# Pál Gaál
Pál Gaál (ur. 30 stycznia 1944) – węgierski kierowca wyścigowy.

## Kariera
Jest pięciokrotnym mistrzem Węgier w wyścigach górskich oraz czterokrotnym wyścigowym mistrzem Węgier. ścigając się w barwach zespołu Volán SC Budapest. W latach 1976–1977 Ładą 2101 zajął szóste miejsce w klasyfikacji generalnej samochodów turystycznych Pucharu Pokoju i Przyjaźni. W 1979 był jedenasty. W latach 1980 oraz 1982 zajął piąte miejsce w klasyfikacji końcowej, zaś w sezonie 1983 – szóste.